# Эскадренные миноносцы типа «Бенсон»
Эскадренные миноносцы типа «Бенсон»/«Гливс» (англ. Benson-class and Gleaves-class) — тип эскадренных миноносцев военно-морского флота США периода Второй мировой войны. Всего, в 1938—1942 годах, построено 96 единиц. Являются развитием эсминцев проекта «Симс». В зависимости от классификации различают подтипы «Бенсон», «Гливс», «Ливермор» и «Бристоль». На момент вступления в строй все эсминцы типа «Бенсон» оказались сильно перегружены — стандартные 1620—1630 т были превышены на 250—300 т.

## История проекта
По программе 1938-го финансового года предусматривалась постройка восьми эсминцев (DD-421 — DD-428). Велась параллельная разработка двумя фирмами — «Bethlehem» (DD-421, DD-422 и DD-425 — DD-428) и «Gibbs & Cox» (DD-423 и DD-424). По сравнению с эсминцами типа «Симс», после подрыва на мине английского эсминца «Хантер» (англ. Hunter) в 1937 году у берегов Испании, было принято решение заменить линейное расположение энергетической установки на эшелонное, число паровых котлов увеличивалось до 4-х, что вызвало появление второй трубы и неизбежный рост водоизмещения. Первоначально схема вооружения была такой же, как на «Симс» — 5 127-мм/38 орудий Mark 12, 4 12,7-мм зенитных пулемёта и 3х4 533-мм ТА (2 стояли побортно на верхней палубе).
Эсминцы, построенные по проекту «Bethlehem», стали именоваться эсминцами типа «Бенсон», а по проекту фирмы «Gibbs & Cox» — типа «Гливс». Корабли не сильно отличались между собой. В основном различия касались энергетической установки. Единственное заметное внешнее отличие — форма дымовых труб. У «Бенсона» они имели плоские бока, а у «Гливса» — округлые. Кроме того, «Гливс» был на десять тонн тяжелее. Так как проекты между собой отличаются не существенно, в ряде источников они именуются типом Бенсон/Гливс. В некоторых источниках, корабли типов «Бенсон» и «Гливс» считают одним и именуют эсминцами типа «Бенсон».
Благодаря хорошо зарекомендовавшей себя энергетической установке, 8 следующих эсминцев DD-429 — DD-436 программы 1939 года строились по проекту фирмы «Gibbs & Сох». При эксплуатации эсминцев типа «Симс» с флота начали поступать негативные отзывы на побортное расположение торпедных аппаратов. Их сильно заливало, что вело к поломкам и повышенной коррозии. В это время появился новый пятитрубный ТА, поэтому на кораблях, заложенных по программе 1939 года, в проект были внесены изменения. Они получили два пятитрубных ТА, расположенных в диаметральной плоскости и место для запасных торпед. Также изменения коснулись энергетической установки — были повышены параметры пара (температура пара была повышена с 700°F(371 °C) до 825 °F(440 °C)). Масса силовой установки составила 693 дл. тонн для типа «Бенсон» и 699 дл.тонн для «Гливс». Удельный вес установки составил 13,98 кг/л. с., что было хуже чем у других эсминцев начала войны (плата за эшелонное расположение энергетической установки). Также было увеличено количество пулемётов с 4 до 6. Эти изменения удалось внедрить и на эсминцах программы 1938 года — DD-423 и DD-424. Первым эсминцем, заложенным по изменённому проекту, стал USS Livermore (DD-429). В силу этого в ряде источников встречается обозначение проекта фирмы «Gibbs & Cox» как тип Гливс/Ливермор.
Предвоенную программу завершали восемь эсминцев DD-437 — DD-444, заказанных по программе 1940 года. Эти эсминцы также строились по проекту фирмы «Gibbs & Сох».
США усиленно готовились к войне. Поэтому, несмотря на появление проекта «большого» эсминца типа «Флетчер», было решено продолжить строительство более простых в производстве эсминцев типа «Бенсон»/«Гливс». В мае 1940 года были заказаны первые 12 единиц (DD-453 — DD-464). В сентябре 1940 года были заказаны ещё 15 единиц (DD-483 — DD-497). Часть из них были заказаны по проекту фирмы «Bethlehem». На всех кораблях этих и последующих серий энергетическая установка выполнялась по проекту «Gibbs & Сох». При этом внешнее отличие между двумя проектами (форма дымовых труб) сохранилось. Эти эсминцы вступили в строй со значительной перегрузкой: их стандартное водоизмещение составляло 1840—1910 тонн вместо 1620—1630 проектных, скорость в итоге осталась на уровне 35 узлов.
Практически сразу после вступления США в войну был размещён заказ ещё на 41 корабль (DD-598 — DD-628 и DD-632 — DD-641), в феврале 1942 г. — на последние 4 (DD-645 — DD-648). Две заключительные серии предназначались для службы в Атлантике и должны были строиться по откорректированному проекту с заменой средней 127-мм установки (№ 3) на 2×2 40-мм «бофорса» и 4×1 20-мм «эрликона». Одновременно решили усилить противолодочное вооружение. К двум бомбосбрасывателям на корме добавили Y-образный бомбомёт на квартердеке с запасом в 10 глубинных бомб. В конечном счёте, возросший верхний вес отрицательно сказался на остойчивости и для его уменьшения в августе 1941 года было принято решение отказаться от кормового ТА. В начале 1941 года было принято решение, что все эсминцы, начиная с DD-453, будут вооружены четырьмя 127-мм орудиями. Первым в таком варианте был построен USS Bristol (DD-453). В ряде источников все построенные, начиная с DD-453, эсминцы относят к подтипу «Бристоль».
Так как промышленность США не справлялась с производством 40-мм «бофорсов», часть эсминцев получили вместо них счетверённый 28-мм автомат. Штатные «бофорсы» впервые появились на USS Coghlan (DD-606).
| серия       | заказ         | проект      | проект        | финансовый год | финансовый год | финансовый год | финансовый год | финансовый год | ВСЕГО |
| серия       | заказ         | «Bethlehem» | «Gibbs & Сох» | 1938           | 1939           | 1940           | 1941           | 1942           | ВСЕГО |
| ----------- | ------------- | ----------- | ------------- | -------------- | -------------- | -------------- | -------------- | -------------- | ----- |
| DD421-DD428 | 1937          | 6           | 2             | 8              |                |                |                |                | 8     |
| DD429-DD436 | 1938          |             | 8             |                | 8              |                |                |                | 8     |
| DD437-DD444 | 1939          |             | 8             |                |                | 8              |                |                | 8     |
| DD453-DD464 | май 1940      | 2           | 10            |                |                |                | 12             |                | 12    |
| DD483-DD497 | сентябрь 1940 | 2           | 13            |                |                |                | 15             |                | 15    |
| DD598-DD628 | декабрь 1941  | 20          | 11            |                |                |                |                | 31             | 31    |
| DD632-DD641 | декабрь 1941  |             | 10            |                |                |                |                | 10             | 10    |
| DD645-DD648 | февраль 1942  |             | 4             |                |                |                |                | 4              | 4     |
| ИТОГО       |               | 30          | 66            | 8              | 8              | 8              | 27             | 45             | 96    |

## Конструкция
В пределах типа отдельные корабли отличались размерах, например, в общей длине на целый фут, а DD-634 и DD-635 отличались увеличенными шириной, запасом топлива и проектным водоизмещением (1900 дл. тонн — стандартное, 2600 тонн дл. полное) (включён перегруз).

### Вооружение
подтип Бенсон/Гливс
ГК состоял из пяти универсальных 127 мм/38 орудий, оснащённых системой управления огнём Марк 37 (заявленный боекомплект составлял 620 выстрелов, проектный боекомплект составлял 1000 выстрелов или 176 снарядов на ствол + 120 осветительных на корабль). Вместимость же погребов была рассчитана на 1500 (300 на орудие) выстрелов. Мелкокалиберная зенитная батарея состояла из шести 12,7 мм пулемётов. Торпедное вооружение включало в себя два 533-мм пятитрубных торпедных аппарата, управляемых с помощью директора Марк 27. Тип был оснащён торпедами Марка 15. Бомбосбрасыватели находились на корме.
Торпеды Mk 15 состояли на вооружении с 1936 года и имели дальность 6000 ярдов (5486 м) ходом 45 узлов и 15 000 ярдов (13 711 м) ходом 26,5 узлов. Боеголовка содержала 494 фунтов (224 кг) тринитротолуола.
подтип Бристоль

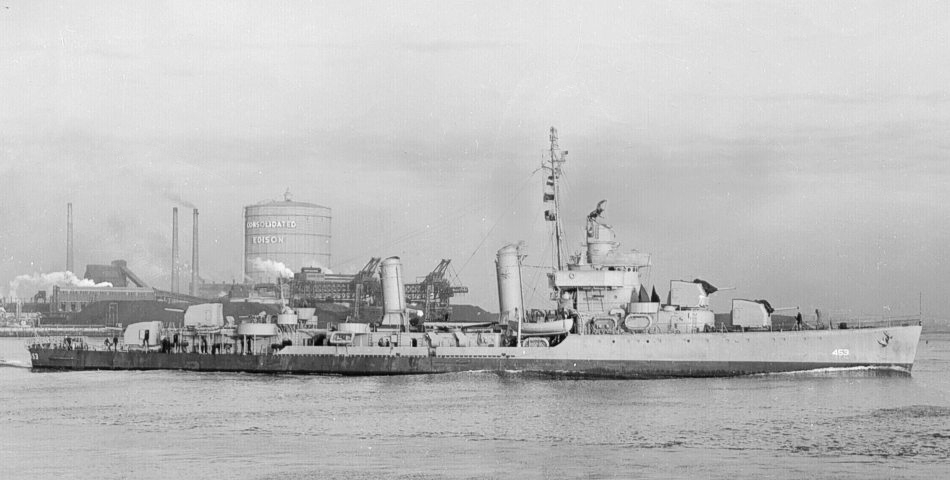
DD-453 в январе 1943 года

Чтобы установить всего шесть — восемь 20-мм «эрликонов», пришлось сделать серьёзную модернизацию — убрать одну 127-мм пушку и торпедный аппарат.
Главный калибр состоял из четырёх универсальных 127 мм/38 орудий, оснащённых системой управления огнём Марк 37, все орудия размещались в закрытых установках с кольцевым погоном, боекомплект составлял 1375 выстрелов. Мелкокалиберная зенитная батарея состояла из шести «Эрликонов» или из «Чикагского пианино» и пяти «Эрликонов». Торпедное вооружение состояло из одного 533-мм пятитрубного торпедного аппарата. Эсминцы получили торпеды Mark 15 новой модификации с боевой частью из 363 кг тротила или 373 кг торпекса.
К началу 1944 года на всех оставшихся эсминцах всех подтипов вооружение было, приведено к единому стандарту — четыре 127-мм орудия, 2×2 40-мм «бофорса», 4×1 20-мм «эрликона», пятитрубный ТА, 4 — 6 БМБ и 2 БС.

### Мореходность
Корабли отличались плохими мореходными качествами. Высота надводного борта в носу была на фут меньше чем у «Мэхэна» и на три чем у «Сомерса». Корабли были маломаневреными — диаметр циркуляции на ходу 30 узлов достигал 960 ярдов (877 метров), что на сто ярдов больше чем на гораздо более крупных Сомерсах.

## Классификация
В литературе нет однозначной классификации данных эскадренных миноносцев. Conway не разделяет их на типы, давая как один — тип «Бенсон/Гливс». Американские специалисты (в частности, Фридман) разделяют эти серии по проектам «Bethlehem» и «Gibbs & Сох». Эсминцы, выполненные по проекту «Bethlehem» (30 единиц), относят к типу «Бенсон», а «Gibbs & Сох» — «Гливс» (66 единиц). Иногда в типе «Гливс» выделяют отдельный тип «Ливермор». Эсминец USS Livermore (DD-429) был первым, заложенным с ГЭУ с повышенными параметрами пара. Так как USS Gleaves (DD-423) и USS Niblack (DD-424) достроены с той же ГЭУ, то в ряде источников идёт выделение типа «Гливс/Ливермор» Также встречается классификация по сериям довоенной и военной программы. Ряд специалистов 24 эсминца довоенных серий DD421-DD428, DD429-DD436, DD437-DD444 относят к типу «Бенсон», а 72 эсминца серий DD453-DD464, DD483-DD497, DD598-DD628, DD632-DD641, DD645-DD648 относят к типу «Бристоль».

### Тип «Бенсон»
| Наименование                   | Заложен         | Спущен на воду  | Введён в строй   | Судьба |
| ------------------------------ | --------------- | --------------- | ---------------- | --- |
| USS Benson (DD-421)            | 16 мая 1938     | 15 ноября 1939  | 25 июля 1940     | Продан Тайваню, где числился как DD-14 «Lo Yang» Исключён из списка ВМФ Тайваня в 1975 году.                                                                                          |
| USS Mayo (DD-422)              | 16 мая 1938     | 26 марта 1940   | 18 сентября 1940 | Продан на слом в мае 1972. |
| USS Madison (DD-425)           | 19 декабря 1938 | 20 октября 1939 | 6 августа 1940   | Затонул при использовании в качестве мишени юго-восточнее Флориды 14 октября 1969. |
| USS Lansdale (DD-426)          | 19 декабря 1938 | 20 октября 1939 | 17 сентября 1940 | Потоплен германским самолётом у берегов Алжира 25 апреля 1944 (47 погибших). |
| USS Hilary P. Jones (DD-427)   | 16 мая 1938     | 14 декабря 1939 | 7 сентября 1940  | Продан Тайваню 1 ноября 1974 и получил наименование «HAN YANG». Исключён из списков флота Тайваня в 1975 и передан на слом.                                                           |
| USS Charles F. Hughes (DD-428) | 3 января 1938   | 16 мая 1940     | 5 сентября 1940  | Затонул при использовании в качестве мишени у побережья Вирджинии 26 марта 1969. |
| USS Laffey (DD-459)            | 13 января 1941  | 30 октября 1941 | 31 марта 1942    | Потоплен артогнём линкора «Хиэй» во время морского сражения за Гуадалканал в ночном бою 13 ноября 1942 года. Почти весь экипаж погиб.                                                 |
| USS Woodworth (DD-460)         | 13 января 1941  | 29 ноября 1941  | 30 апреля 1942   | Продан Италии 15 января 1951 года и переименован в «Artigliere». Использовался в качестве командного корабля флотилии торпедных катеров. Списанин в январе 1971 и разделан на металл. |
| USS Farenholt (DD-491)         | 11 декабря 1940 | 11 ноября 1941  | 2 апреля 1942    | Продан на слом в ноябре 1972. |
| USS Bailey (DD-492)            | 29 января 1941  | 19 декабря 1941 | 11 мая 1942      | Затонул при использовании в качестве мишени у побережья Флориды 4 ноября 1969. |
| USS Bancroft (DD-598)          | 1 мая 1941      | 31 декабря 1941 | 30 апреля 1942   | Продан на слом в марте 1973. |
| USS Barton (DD-599)            | 20 мая 1941     | 31 января 1942  | 29 мая 1942      | Потоплен японским эсминцем «Амацукадзэ» во время морского сражения за Гуадалканал в ночном бою 13 ноября 1942 года (275 погибших).                                                    |
| USS Boyle (DD-600)             | 31 декабря 1941 | 15 июня 1942    | 15 августа 1942  | Затонул при использовании в качестве мишени у побережья Флориды 3 мая 1973. |
| USS Champlin (DD-601)          | 31 января 1942  | 25 июля 1942    | 12 сентября 1942 | Продан на слом в мае 1972. |
| USS Meade (DD-602)             | 25 марта 1941   | 15 февраля 1942 | 22 июня 1942     | Затонул при использовании в качестве мишени у побережья Флориды 18 февраля 1973. |
| USS Murphy (DD-603)            | 19 мая 1941     | 29 апреля 1942  | 27 июля 1942     | Продан на слом в октябре 1972. |
| USS Parker (DD-604)            | 9 июня 1941     | 12 мая 1942     | 31 августа 1942  | Продан на слом в мае 1973. |
| USS Caldwell (DD-605)          | 24 марта 1941   | 15 января 1942  | 10 июня 1942     | Продан на слом в ноябре 1966. |
| USS Coghlan (DD-606)           | 28 марта 1941   | 12 февраля 1942 | 10 июля 1942     | Продан на слом в июне 1974. |
| USS Frazier (DD-607)           | 5 июля 1941     | 17 марта 1942   | 30 июля 1942     | Продан на слом в октябре 1972. |
| USS Gansevoort (DD-608)        | 16 июня 1941    | 11 апреля 1942  | 25 августа 1942  | Затонул при использовании в качестве мишени у побережья Флориды 23 марта 1972. |
| USS Gillespie (DD-609)         | 16 июня 1941    | 8 мая 1942      | 18 сентября 1942 | Затонул при использовании в качестве мишени у побережья Флориды Пуэрто Рико 16 июля 1973.                                                                                             |
| USS Hobby (DD-610)             | 30 июня 1941    | 4 июня 1942     | 18 ноября 1942   | Затонул при использовании в качестве мишени у побережья Южной Каролины 28 июня 1972.                                                                                                  |
| USS Kalk (DD-611)              | 30 июня 1941    | 18 июля 1942    | 17 октября 1942  | Затонул при использовании в качестве мишени у побережья Флориды 20 марта 1969. |
| USS Kendrick (DD-612)          | 1 мая 1941      | 2 апреля 1942   | 12 сентября 1942 | Затонул при использовании в качестве мишени у побережья Флориды 2 марта 1968. |
| USS Laub (DD-613)              | 1 мая 1941      | 28 апреля 1942  | 24 октября 1942  | Продан на слом в январе 1975. |
| USS MacKenzie (DD-614)         | 29 мая 1941     | 27 июня 1942    | 21 ноября 1942   | Затонул при использовании в качестве мишени у побережья Флориды 6 мая 1974. |
| USS McLanahan (DD-615)         | 29 мая 1941     | 7 сентября 1942 | 19 декабря 1942  | Продан на слом в июне 1974. |
| USS Nields (DD-616)            | 15 июня 1942    | 1 октября 1942  | 15 января 1943   | Продан на слом в мае 1972. |
| USS Ordronaux (DD-617)         | 25 июля 1942    | 9 ноября 1942   | 13 февраля 1943  | Продан на слом в марте 1973. |

### Тип «Гливс»
- USS Gleaves (DD-423)
- USS Niblack (DD-424)
- USS Livermore (DD-429)
- USS Eberle (DD-430)
- USS Plunkett (DD-431)
- USS Kearny (DD-432)
- USS Gwin (DD-433) (погиб в 1943)
- USS Meredith (DD-434) (погиб в 1942)
- USS Grayson (DD-435)
- USS Monssen (DD-436) (погиб в 1942)
- USS Woolsey (DD-437)
- USS Ludlow (DD-438)
- USS Edison (DD-439)
- USS Ericsson (DD-440)
- USS Wilkes (DD-441)
- USS Nicholson (DD-442)
- USS Swanson (DD-443)
- USS Ingraham (DD-444) (погиб в 1942)

### Тип «Бристоль»
- USS Bristol (DD-453) (погиб в 1943)
- USS Ellyson (DD-454)
- USS Hambleton (DD-455)
- USS Rodman (DD-456)
- USS Emmons (DD-457) (погиб в 1945)
- USS Macomb (DD-458)
- USS Forrest (DD-461)
- USS Fitch (DD-462) (погиб в 1973)
- USS Corry (DD-463) (погиб в 1944)
- USS Hobson (DD-464) (погиб в 1952)
- USS Aaron Ward (DD-483) (погиб в 1943)
- USS Buchanan (DD-484)
- USS Duncan (DD-485) (погиб в 1942)
- USS Lansdowne (DD-486)
- USS Lardner (DD-487)
- USS McCalla (DD-488)
- USS Mervine (DD-489)
- USS Quick (DD-490)
- USS Carmick (DD-493)
- USS Doyle (DD-494)
- USS Endicott (DD-495)
- USS McCook (DD-496)
- USS Frankford (DD-497)
- USS Davison (DD-618)
- USS Edwards (DD-619)
- USS Glennon (DD-620)
- USS Jeffers (DD-621)
- USS Maddox (DD-622)
- USS Nelson (DD-623)
- USS Baldwin (DD-624)
- USS Harding (DD-625)
- USS Satterlee (DD-626)
- USS Thompson (DD-627)
- USS Welles (DD-628)
- USS Cowie (DD-632)
- USS Knight (DD-633)
- USS Doran (DD-634)
- USS Earle (DD-635)
- USS Butler (DD-636)
- USS Gherardi (DD-637)
- USS Herndon (DD-638)
- USS Shubrick (DD-639)
- USS Beatty (DD-640)
- USS Tillman (DD-641)
- USS Stevenson (DD-645)
- USS Stockton (DD-646)
- USS Thorn (DD-647)
- USS Turner (DD-648)

### Конверсия в быстроходные тральщики

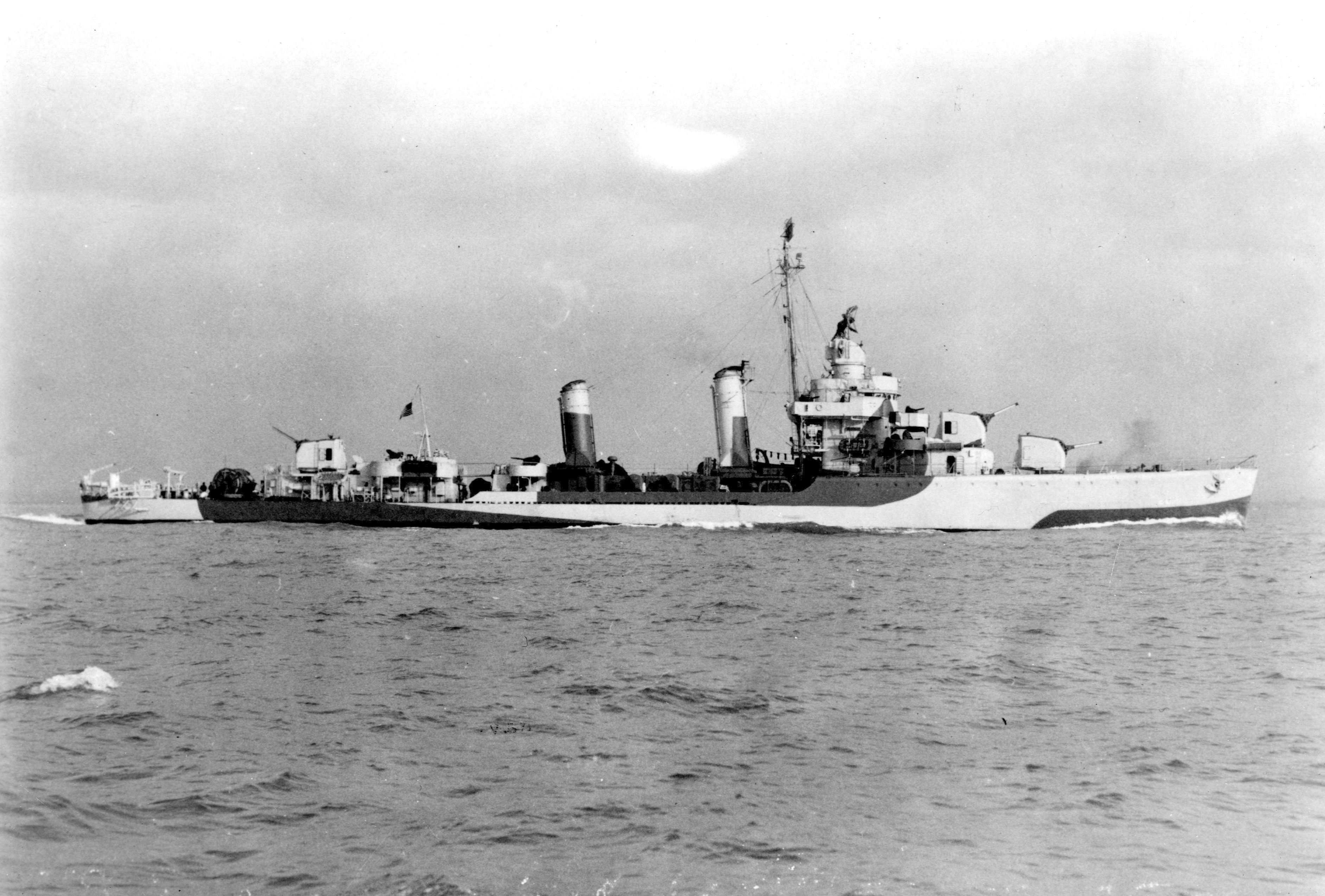
DMS-20 бывший DD-455 в море в 1944 году

Двадцать четыре корабля типа были переоборудованы в быстроходные тральщики (с DMS-19 по DMS-42) в 1944 году и 1945 году. Двенадцать на Атлантическом флоте: корабли (DD-454-458, 461—462, 464, 621, 625, 636, и 637) были перестроены в 1944 году, остальные на Тихом океане в 1945 году (DD-489-490, 493—496, 618, 627, и 632—635). Были установлены магнитный и акустический тралы, вооружение сокращено до 3 × 127 мм пушек, 4 × 40 мм пушек (2 × 2) и 7 × 20 мм автоматов, торпедные аппараты демонтированы на Атлантических судах. На тихоокеанских кораблях мелкокалиберное зенитное вооружение усилено до 8 × 40 мм пушек (2 × 4) и 6 × 20 мм пушек (2 × 2, 2 × 1). Для противолодочных целей корабли были оборудованы двумя бомбосбрасывателями и двумя бомбомётами (K-gun). DMS конверсия были единственными кораблями типа Бенсон/Гливс сохранённые в послевоенной службе. Но они были признаны неэффективными во время Корейской войны в связи с бо́льшим экипажем по сравнению с специально построенными тральщиками, и были выведены из эксплуатации в 1954-56 годах.

## Оценка проекта
Американцы в качестве мобилизационного взяли вариант эсминцев типа «Бенсон», которые могли строиться быстрее чем более крупные «Флетчеры», увеличили количество глубинных бомб и мелкокалиберной артиллерии, уменьшив количество торпедных труб и убрав одно орудие ГК, зато все орудия были в полностью закрытых башнях (На просторах Атлантики разгорелась совершенно другая война. Здесь редко возникала угроза со стороны авиации, зато работы по конвоированию торговых судов, поиску подводных лодок и охранению боевых эскадр было предостаточно. Для решения этих задач «Флетчер» был слишком дорогим даже для самой богатой в мире державы. Но нужда в эскадренных миноносцах оставалась высокой, причём требования к их численности доминировали над мощью каждой единицы).
Как союзники с 1941 года Соединённых Штатов, британские офицеры имели возможность ознакомиться с американскими кораблями, и типом «Бэнсон», естественно, сравнить с новыми чрезвычайным эсминцами. Военно-морской разведывательный дивизион (NID) распространил сравнение нового типа S и USS Wilkes (DD-441). Оба корабля были сравнимы по проектному водоизмещению (1650 дл. тонн стандартное и 2383 дл. тонн для эсминца США, 1650 дл. тонн и 2430 дл. тонн для англичанина), корабль США будучи немного короче (341 ft [103,94 м] против 348 ft [106 м] по ватерлинии) и шире (36 ft [11 м] против 35 ft 8in [10,85 м]), сидел чуть глубже (13 ft 4in vs 12 ft) и имел больший строительный перегруз.
Было отмечено, что у эсминца США, сильно заливало верхней палубу в плохую погоду. Каждый корабль имел по четыре орудия главного калибра (универсальные в случае США). Британцы до ознакомления неправильно предполагали, что четырёхпушечный корабль США имел слабую лёгкую зенитную батарею (десять полдюймовых пулемётов) по сравнению с стабилизированным двухствольным Bofors и Эрликонами на британских кораблях. На самом деле корабли США были построены либо с пятью пушками (и шестью пулемётами) или с четырьмя пушками и несколькими Bofors и Эрликонами. На представленном американском эсминце было два пятитрубных торпедных аппарата по сравнению с одним четырёхтрубником на англичанине, но на самом деле S, как правило, получали все восемь труб, а на американцах один аппарат снимали. Корабль США перевозил двадцать пять глубинных бомб по сравнению с шестьюдесятью пятью (первоначально семьдесят) британского эсминца. На этом корабле США был один Y-образный бомбомёт; Британский сдвоенный Бофорс (который может быть приравнен к Y-пушке).
Корабль США имел более мощную силовую установку (50 000 л. с. на 370 оборотах в минуту массой 699 дл. тонн против 40 000 л. с. на 340 оборотах в минуту массой 530 дл. тонн) и был немного быстрее (35 узлов проектных, 33,8 узла на службе). Максимальный запас топлива на американском корабле был меньше (456 тонн против 615 тонн нефти) и меньшая дальность: 3430 миль против 4700 миль на 20 узлах (у американского корабля практическая дальность, у англичанина при чистом днище — в совместной службе разница была меньше). Споры по поводу линейного и эшелонного расположения машинно-котельных установок, приведшие к появлению эскадренные миноносцы типа «Бенсон», война не разрешила: эсминцы гибли независимо от расположения МКО. То же самое можно сказать про советские эсминцы проектов 7 и 7У. Американские конструкторы сделали ту же ошибку, что и советские, то что было полезно для крейсеров, оказалось бесполезным для эсминцев.